# Bangkokthonburi University Stadium
Das Bangkokthonburi University Stadium (Thai สนามมหาวิทยาลัยกรุงเทพฯ-ธนบุรี) ist ein Fußballstadion im Bezirk Thawi Watthana in der thailändischen Hauptstadt Bangkok. Es wird derzeit hauptsächlich für Fußballspiele genutzt und ist das Heimstadion vom Drittligisten Nonthaburi United S.Boonmeerit Football Club. Das Stadion hat eine Kapazität von 4000 Personen. Eigentümer und Betreiber des Stadions ist die Bangkokthonburi University.

## Nutzer des Stadions
| Verein                            | Zeitraum der Nutzung |
| --------------------------------- | -------------------- |
| Nonthaburi United S.Boonmeerit FC | 2016 bis heute       |